# Pretinho da Serrinha
Pretinho da Serrinha, pseudônimo de Ângelo Vitor Simplício da Silva (Rio de Janeiro, 30 de agosto de 1978), é um cantor, arranjador, produtor musical, compositor e instrumentista brasileiro.

## Biografia
Filho da manicure e porta-bandeira Maria de Fátima. A origem de seu apelido Pretinho teve origem ainda na maternidade; quando membros de sua família foram visitar ele e sua mãe no hospital; vindos diretamente de um baile em Rocha Miranda, bairro da Zona Norte carioca, eles olharam a cara do recém-nascido e começaram a cantar o hit de Jorge Ben Jor que diz: "A banda do Zé Pretinho chegou". Mais tarde Pretinho da Serrinha adotaria este nome artístico com algumas ressalvas, pois incluiu Serrinha - o nome de sua comunidade - e excluiu o Zé de seu prenome.
Na infância se divertia mais com música do que com outras formas infantis de brincadeiras. Sua mãe lhe deu as primeiras noções de repique de mão e seu padrasto fazia vaquinha para suas aulas de cavaquinho; seu pai tocava na roda de samba do Botequim do Império e botava Pretinho para tocar com 8 anos de idade. Ao dez anos, Pretinho integrou a bateria do bloco Pena Vermelha, onde ficava tentando tocar instrumentos, mas era repreendido devido a sua pouca idade na época. Ainda fez parte da Império do Futuro, escola-mirim do Império Serrano, onde se tornou diretor de bateria.
Logo em seguida, entrou para a banda de Dudu Nobre, onde se tornou percussionista e diretor musical, aí conheceu Seu Jorge e Marcelo D2, os quais Pretinho apresentou para Arlindo Cruz. Em 2003, fundou o Trio Preto + 1, ao lado dos percussionistas Miudinho e Nenê Brown.
Em 2012 Paula Lavigne fez a direção geral e Pretinho da Serrinha a direção musical do DVD Músicas para Churrasco ao Vivo na Quinta da Boa Vista.
Logo em seguida, trabalhou com vários nomes da música brasileira como Seu Jorge, Caetano Veloso e Lulu Santos. Ainda com Lulu Santos, Pretinho da Serrinha participa com ele no Prêmio da Música Brasileira, tocado um pandeiro, e no Rock in Rio tocar uma cuíca, mesmo estando de braço quebrado.
Pretinho conheceria nos bastidores o cantor Seu Jorge, logo após um show com Dudu Nobre. Com Seu Jorge teve grande destaque em  sucessos como Mina do Condomínio e Felicidade. Com ele gravou todo o álbum Samba esporte fino (2001) e participou no álbum Cru (2004) no arranjo de cavaquinho com a música Tive Razão.
Pretinho da Serrinha já fez parcerias musicais também com Xande de Pilares e Marisa Monte, para qual compôs Feliz alegre e forte e Elegante amanhecer.
Em 2019, na casa de shows Centro Cultural João Nogueira - Imperator, Pretinho da Serrinha lançou seu primeiro álbum, tendo participações de Maria Rita e Velha Guarda do Império Serrano, tendo faixas como Paratodos, Galope e Som de Madureira.
Com um álbum de Maria Rita, Pretinho, ganhou um Grammy Latino. Ao mesmo prêmio ele ainda seria indicado pelo álbum Negra ópera, de Martinho da Vila, de 2023.
Em 2023, Pretinho da Serrinha ainda foi o produtor do álbum Xande canta Caetano em que Xande de Pilares canta músicas de Caetano Veloso, lançado nas plataformas digitais em agosto e considerado como ponte fundamental entre a MPB e o samba; a obra foi possível graças a amizade de Pretinho da Serrinha com Paula Lavigne, esposa de Caetano, que já havia sido sua empresária artística anteriormente.
Ainda em 2023, fez a direção musical da homenagem a Alcione da 30ª edição do Prêmio da Música Brasileira.

## Discografia

### Solo
- Som de Madureira (2018)[1]